# Maxim Alexejewitsch Grebnew
Maxim Alexejewitsch Grebnew (russisch Максим Алексеевич Гребнев; englisch Maksim Grebnev; * 9. Januar 2002 in Podporoschje, Oblast Leningrad) ist ein russischer Tischtennisspieler. Mit Lew Kazman wurde er 2020 Europameister im Doppel. In der Saison 2022/23 spielt er beim deutschen Bundesligisten TTC Neu-Ulm.

## Werdegang
Grebnew begann im Alter von sieben Jahren mit dem Tischtennissport. Im Juni 2014 wurde er das erste Mal in der ITTF-Weltrangliste geführt. 2015 hatte er seinen ersten internationalen Auftritt bei der Schüler-Europameisterschaft, wo er mit Wladimir Sidorenko Bronze im Doppel gewann. Dies gelang auch 2016, allerdings holte er mit der Mannschaft nach einem Finalsieg über Schweden zudem auch Gold. 2017 nahm der Russe an diesem Turnier das letzte Mal teil und schnitt dabei am erfolgreichsten ab: Drei Medaillen sicherte er sich, nämlich Bronze im Einzel, Silber im Doppel und Gold mit dem Team.
Ab 2018 wurde Lew Kazman vermehrt sein Doppelpartner, mit ihm konnte er in diesem Jahr auch Vize-Weltmeister im Doppel bei der Jugend-Weltmeisterschaft werden. Bei seinen Teilnahmen an Jugend-Weltmeisterschaften von 2018 bis 2019 errang Grebnew dreimal Gold, einmal Silber sowie zweimal Bronze. Auf den Challenge Series holte er bei den Spanish Open 2020 Bronze im U-21-Wettbewerb. Im Doppel-Finale der Europameisterschaft 2020 schlug Grebnew mit Kazman Jakub Dyjas und Cedric Nuytinck. 2021 wurde er mit der Mannschaft nach einer 1:3-Niederlage gegen Deutschland Vize-Europameister.
Zudem ist Grebnew dreifacher russischer Meister im Doppel (2019, 2021, 2022) sowie Vize-Meister im Einzel (2021).

## Turnierergebnisse
| Verband | Veranstaltung                         | Jahr | Ort               | Land | Einzel        | Doppel        | Mixed         | Team          | U-21       |
| ------- | ------------------------------------- | ---- | ----------------- | ---- | ------------- | ------------- | ------------- | ------------- | ---------- |
| RUS     | Europameisterschaft                   | 2021 | Cluj-Napoca       | ROU  |               |               |               | Silber        |            |
| RUS     | Europameisterschaft                   | 2020 | Warschau          | POL  | Qual.         | Gold          |               |               |            |
| RUS     | Challenge Series                      | 2020 | Lissabon          | POR  |               |               |               |               | letzte 16  |
| RUS     | Challenge Series                      | 2020 | Granada           | ESP  | letzte 64     | Viertelfinale |               |               | Halbfinale |
| RUS     | Challenge Series                      | 2019 | Minsk             | BLR  | Qual.         | letzte 16     |               |               |            |
| RUS     | Challenge Series                      | 2019 | Wladyslawowo      | POL  |               | letzte 16     |               |               | letzte 64  |
| RUS     | Challenge Series                      | 2018 | Minsk             | BLR  | letzte 64     | letzte 16     |               |               | letzte 64  |
| RUS     | WTT Contender                         | 2021 | Lasko             | SLO  | letzte 32     |               | letzte 16     |               |            |
| RUS     | WTT Contender                         | 2021 | Tunis             | TUN  | letzte 16     | letzte 16     |               |               |            |
| RUS     | Weltmeisterschaft                     | 2021 | Houston           | USA  |               | letzte 32     |               |               |            |
| RUS     | Jugend-Europameisterschaft (Junioren) | 2019 | Ostrava           | CZE  | Viertelfinale | Gold          | letzte 16     | Gold          |            |
| RUS     | Jugend-Europameisterschaft (Junioren) | 2018 | Cluj-Napoca       | ROU  | Halbfinale    | Gold          | Halbfinale    | Silber        |            |
| RUS     | Jugend-Europameisterschaft (Kadetten) | 2017 | Guimaraes         | POR  | Halbfinale    | Silber        | letzte 16     | Gold          |            |
| RUS     | Jugend-Europameisterschaft (Kadetten) | 2016 | Zagreb            | CRO  | Viertelfinale | Halbfinale    | Viertelfinale | Gold          |            |
| RUS     | Jugend-Europameisterschaft (Kadetten) | 2015 | Bratislava        | SVK  |               | Halbfinale    | letzte 16     |               |            |
| RUS     | Jugend-Weltmeisterschaft              | 2021 | Vila Nova de Gaia | POR  | letzte 16     | Gold          | letzte 16     | Silber        |            |
| RUS     | Jugend-Weltmeisterschaft              | 2019 | Korat             | THA  | letzte 32     | Viertelfinale | letzte 32     | Viertelfinale |            |
| RUS     | Jugend-Weltmeisterschaft              | 2018 | Bendigo           | AUS  | letzte 32     | Silber        | letzte 64     | 9             |            |
| RUS     | World Junior Circuit                  | 2019 | Hodonin           | CZE  | Halbfinale    |               |               |               |            |
| RUS     | World Junior Circuit                  | 2019 | Lignano           | ITA  | Halbfinale    | Halbfinale    |               |               |            |
| RUS     | World Junior Circuit                  | 2018 | Szombathely       | HUN  | letzte 16     | Gold          |               |               |            |
| RUS     | World Junior Circuit                  | 2017 | Varazdin          | CRO  | letzte 32     | letzte 32     |               |               |            |
| RUS     | World Junior Circuit                  | 2017 | Platja d’Aro      | ESP  | Silber        | Viertelfinale |               |               |            |